# Zlatorog

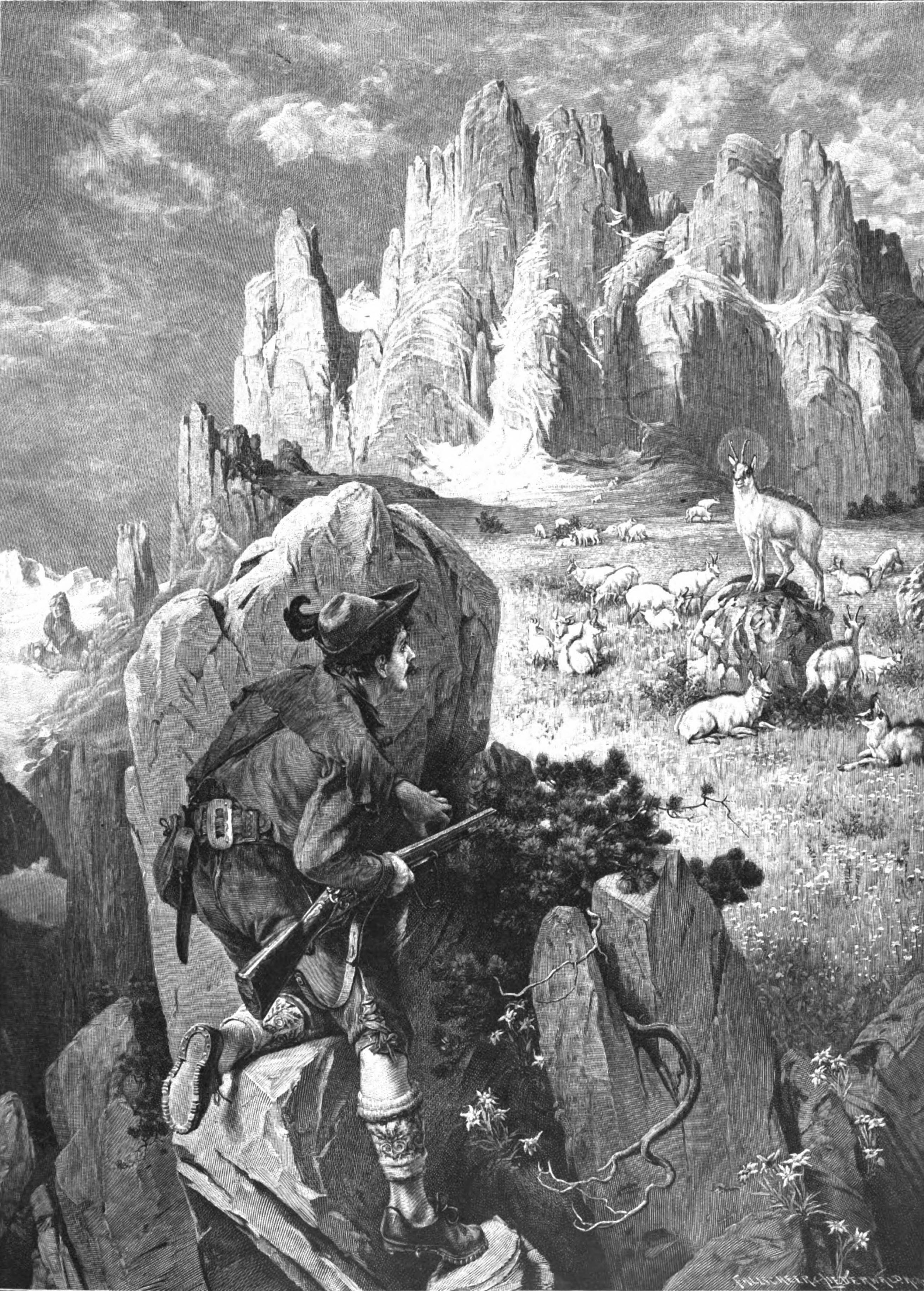
1899-es illusztráció

A Zlatorog (Aranyszarv) egy mitikus fehér szőrű kecskebak, vagy más változatok szerint zerge, melynek a Triglav magaslataiban volt a birodalma. A Zlatorog legendája közismert Szlovéniában, valamint az osztrák Karintiában és az olasz Friuli-Venezia Giulia tartományban.
A Zlatorog történetét először Karl Deschmann (Karel Dežman) jegyezte le a Laibacher Zeitung újság 43. számában, 1868. február 21-én. A Zlatorog több mesében is szerepel, viszont ugyanazok a tulajdonságai vannak mindegyikben. Az arany szarvai kulcsot képeznek a Triglavban elrejtett kincshez. Az állat vére gyógyító hatású virágokat teremt. Ezen kívül egyes változatokban halhatatlannak is tartják.

## Történet

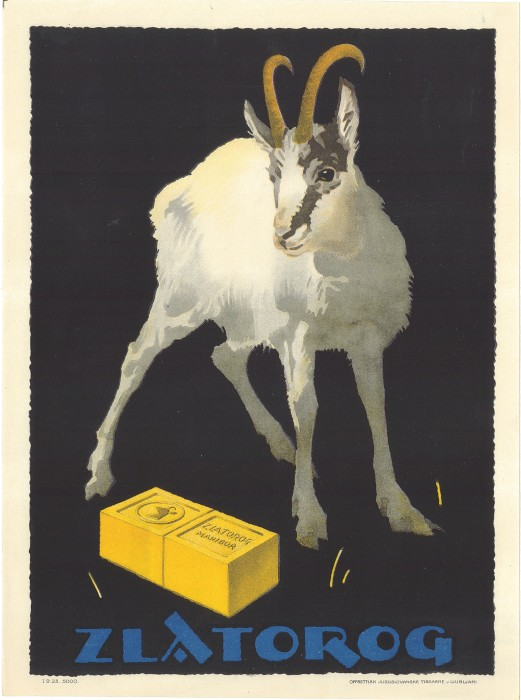
Zlatorog egy 1920-as plakáton

### Karl Deschmann által írt történet
A Zlatorog arany szarvai kulcsot képeztek a Triglavban levő elrejtett kincshez. Egy fiatal és bátor trentai vadász beleszeretett egy szép lányba és sikerült elnyernie szívét azzal, hogy gyönyörű virágokat hozott neki. Azonban egy nap jött egy gazdag velencei kereskedő, aki próbálván elnyerni a lány kegyeit, aranyozott ékszereket ajándékozott neki. Amikor a vadász a lányhoz jött, az kinevette őt. A vadász szomorú lett és elment.
Ezek után egy másik vadász, a Zöld vadász, akiről mesélték hogy már több igazságos ember vesztét okozta, rábeszélte, hogy még aznap este keressék meg Zlatorogot és kaparintsák meg a kincset. Másnap reggelre megtalálták az állatot, meglőtték és üldözőbe vették. A haldokló állat egy keskeny hegypárkányra mászott. A vércseppeiből gyönyörű, gyógyító hatású virágok nőttek ki. A Zöld vadász siettette a fiút, hogy ölje meg az állatot mielőtt az enne a virágból, de már késő volt. A Zlatorog megevett egy virágot, és az új életerőt adott neki. A vadásznak futott, akit megvakított az arany szarvak fénye, és lelökte a hegyről. Az Isonzó folyó kihozta holttestét a völgybe.

### Dušica Kunaver változata
A Jezerska-völgy fölötti hegyekben fehér nők éltek, akik segítettek a szegényeken. Ha valaki a völgybe került, akkor megmutatták neki az utat, amelyen nem volt lavinaveszély. A fehér nők fehér kecskéket tartottak. A kecskéket a halhatatlan Zlatorog vezette. Ha valaki meglőtte, véréből varázsnövény nőtt ki, melyet triglávi rózsának neveztek. Miután evett ebből a növényből, a Zlatorog rögtön meggyógyult. A Zlatorog szarvai voltak a Bogatin hegyben elrejtett kincs kulcsa. A kincsen százfejű sárkány őrködött.
A Tarvisio felé vezető úton egy kocsma volt, az Isonzó folyó mentén. A kocsmáros lányának sok hódolója volt, viszont ő csak a trentai vadászt szerette, aki a legjobb vadász volt a környéken. Viszont amellett, hogy a vadász ismerte az összes környező hegyet, soha nem hozott a lánynak ajándékot, még virágot se. Egy nap összevesztek, és a lány a gazdag velencei kereskedővel kezdett szórakozni, aki rögtön az első randin gyöngynyakláncot ajándékozott neki. A vadász erre elhatározta, hogy el fogja hozni a Bogatin hegyben rejtett kincset. Ebben a Zöld vadász segített neki, akinek rossz hírneve volt. A trentai vadász meglőtte a Zlatorogot, majd követte egy meredek barlangig. A barlangban a vadász meglátta a gyönyörű triglávi rózsákat, és elkezdte szedni őket. Közben a Zlatorog evett a virágból és meggyógyult, majd dühében nekiment a vadásznak és lelökte a hegyről. Egy idő múlva a folyó elhozta holttestét a kocsmáig. A vadász kezében fogta a triglávi rózsákat.
Ezek után a fehér nők elhagyták a Jezerska-völgyet. Magukkal vitték a fehér kecskéket is.

## Átdolgozások
A Zlatorog történetét Rudolf Baumbach 1877-ben versbe foglalta, ez lett legnépszerűbb műve. Camilla and Eduard Lucerna operát készítettek a történetből.
A „Zlatorog” emellett a laškói sörmárka neve is.